# 六条有房
六条 有房 （ろくじょう ありふさ）は、鎌倉時代中期から後期にかけての公卿･歌人。太政大臣・久我通光の孫にして、左中将・六条通有の子。庶流出身で、父と同様に昇進は難渋したが、後宇多上皇の厚遇を得て従一位・内大臣に昇った。六条家2代当主。

## 経歴
前半生は不明だが、弘安5年（1282年）5月左少将として初見し、近衛次将などを歴任。大覚寺統の亀山・後宇多院に近侍し、伏見天皇期には同統復権のためたびたび幕府要人との交渉を務めた。邦治親王立坊の目途が立った永仁6年（1298年）7月従三位に叙されて公卿に列し、正安元年（1299年）12月正三位に進んだ。同3年（1301年）邦治が践祚して（後二条天皇）後宇多院政が始まると、左大弁・造東大寺長官を兼ね、参議に任じられた。乾元元年（1302年）12月侍従、翌2年（1303年）1月従二位・権中納言に叙任されるも、程なく辞任。嘉元2年（1304年）5月祖父久我通光の影供を催した。同3年（1305年）3月権中納言に還任、11月院使として鎌倉に下り、再び朝幕間の交渉に当たった。徳治元年（1306年）12月正二位、同3年（1308年）1月権大納言に叙任されたが、8月天皇が重篤になると辞任した。
その後皇統が持明院統に移ったために再び不遇をかこった。文保2年（1318年）後宇多院政が再開する直前の1月11日には従一位に叙されたが、翌元応元年（1319年）病に倒れ、6月28日「所労危急」のため上首2人（中院通重、花山院師信）を越して内大臣に任じられた。これは後宇多法皇の詔によって前任一条内経を更迭し、兼宣旨や任大臣節会を行わず、陣儀で口宣を下すという異例の措置であった。2日後の7月1日法皇自ら見舞いに訪れた際、有房は病床に臥したまま拝謁し、辞職を願い出て出家した。法名を有真または戒浄という。明くる2日に薨去。享年69。
和漢の学才に優れ、儒書を講じて自説を他人に授けた一方、二条為世から二条派の歌学を伝受。『新後撰和歌集』以下の勅撰集に24首、連歌集『菟玖波集』には11句が入集した。一説に京極派の歌論を批判した『野守鏡』『歌苑連署事書』の作者とする。伏見院に酷似する能筆でも知られた。『徒然草』第136段に、物知りを鼻にかける医師の鼻っ柱を折ったエピソードが残る。庶流出身ゆえか有職故実には暗かったらしい。

## 系譜
- 父：六条通有（?-?）
- 母：藤原清定の娘
- 室：後醍醐天皇皇女[1]？
  - 六男：照源（房雲、1298-1368） - 廬山寺3世
- 生母不明の子女
  - 一男：六条有忠（1281-1339）
  - 二男：中院光忠（1284-1331）
  - 三男：六条季光（?-?）
  - 女子：花山院家定室